# Ieva Žalimaitė
Ieva Žalimaitė (* 1992 in Plungė) ist eine litauische Schachspielerin.

## Leben
Nach dem Abitur am „Saulės“-Gymnasium der Rajongemeinde Plungė absolvierte Ieva Žalimaitė von September 2013 bis 2017 das Bachelorstudium an der Fakultät für Wirtschaftswissenschaften und Management an der Aleksandras-Stulginskis-Universität (ASU) in Kaunas. Sie war Mitglied im ASU-Schach-Kulturzentrum. Als Mitglied des ASU-Teams vertrat Žalimaitė die Universität bei den litauischen Studentenschachmeisterschaften, SELL Student Games etc. Im September 2010 erreichte sie die Elo-Zahl von 1926 (bisher maximale Zahl). 2018 wurde sie litauische Einzelmeisterin der Frauen. Ihr Elo-Rating ist 1717 (Stand 2018).
Ihr erster Trainer war Vitalius Vladas Andriušaitis (1927–2006). Dann wurde sie von FM Sigitas Kalvaitis (* 1987) betreut. Beide Trainer sind aus dem Schachverein VŠK klubas "Bokštas" und arbeiten in Plungė.

## Familie
Ihre Mutter Genovaitė Žalimienė ist seit 2000 Schachtrainerin und leitet als Direktorin den Club (VŠK) „Bokštas“.
Ihre Schwester Virginija Žalimaitė spielte Schach in der Mannschaft von Plungė. Virginijas Tochter Rugilė spielt ebenfalls Schach.

## Erfolge
- 2008: 1. Platz, Litauische Jugendmeisterschaft (Mädchen unter 16)
- 2009: 1. Platz, Litauische Schnellschach-Jugendmeisterschaft (Mädchen unter 18)
- 2012: 2. Platz, Litauische Schnellschach-Studentenmeisterschaft der Frauen[5]
- 2016: 1. Platz, Litauische Schnell- und Blitzschach-Studentenmeisterschaft der Frauen
- 2017: 3. Platz, Litauische Schnellschach-Studentenmeisterschaft der Frauen[6]
- 2018: 1. Platz, Litauische Schachmeisterschaft der Frauen[7]